# 石溪镇 (重庆市)
石溪乡，是中华人民共和国重庆市南川区下辖的一个乡镇级行政单位。

## 行政区划
石溪乡下辖以下地区：
卫星社区、翠丰村、南茶村、盐井村、五星村和石庄村。